# Gary Robbins
Garry Robbins (St. Catharines, Ontario, 9 de septiembre de 1957 - Toronto, Ontario, 11 de diciembre de 2013) fue un actor y luchador profesional canadiense, más conocido por los nombres de Paul Bunyan y el gigante canadiense.

## Carrera de lucha libre profesional
Ha luchado en todo el mundo, incluso para muchas promociones en Canadá, para la Global Wrestling Federation en los Estados Unidos, para New Japan en Japón, para el World Wrestling Council en Puerto Rico y para la Indo-Asian Wrestling en India. Mientras estaba en Japón, a menudo trabajaba en combates en equipo con Demolition Axe como Demolition Hux. También fue especialista, coordinador de acrobacias, locutor y guardaespaldas.

## Carrera de actuación
Robbins fue descubierto trabajando como portero en un bar local y pasó a actuar en su primer largometraje, Humongous. En Wrong Turn, interpretó a uno de los tres hermanos desfigurados en las montañas de West Virginia. Con maquillaje y prótesis de Stan Winston, interpretó al personaje de Saw Tooth.

## Carrera de lucha libre profesional
Robbins luchó en todo el mundo, incluso para muchas promociones en Canadá, para Global Wrestling Federation en los Estados Unidos, para New Japan en Japón, para World Wrestling Council en Puerto Rico y para Indo-Asian Wrestling en India. Mientras estuvo en Japón, a menudo trabajó en combates por parejas formando equipo con Demolition Axe como "Demolition Hux". También fue doble de riesgo, coordinador de dobles, locutor y guardaespaldas.

## Muerte
Robbins murió de un infarto agudo al miocardio a la edad de 56 años el 11 de diciembre de 2013.

## Filmografía
| Año  | Título                         | Personaje         | Varios      |
| ---- | ------------------------------ | ----------------- | ----------- |
| 1982 | Humongous                      | Ida's Son         |             |
| 1984 | The Littlest Hobo              | Barry             |             |
| 1985 | Los gemelos Edison             | Ugly Trainer      | 2 episodios |
| 1988 | Cortocircuito 2                | Francis           |             |
| 1989 | The Twilight Zone              | Volkerps          | 1 episodio  |
| 1990 | My Secret Identity             | The Yukon Giant   | 1 episodio  |
| 1991 | The Kids in the Hall           | Bar Fighter       | 1 episodio  |
| 1993 | TC 2000                        | The Giant         |             |
| 1994 | Lucha sin tregua               | Giant             |             |
| 1994 | In the Mouth of Madness        | Truck Driver      |             |
| 1995 | Prince of Darkness             | Doorman           |             |
| 1995 | Policía gladiador              | Mongol            |             |
| 1996 | Balance of Power               | Giant Man         |             |
| 1996 | La familia Stupid              | Mr. Chris         |             |
| 1997 | Goosebumps                     | Mud Monster       | 1 episodio  |
| 1998 | Real Kids, Real Adventures     | Dorman            | 2 episodios |
| 1998 | El maravilloso mundo de Disney | Biker #1          | 1 episodio  |
| 1999 | Babel                          | Wasco             |             |
| 2000 | Jill Rips                      | David Daniels     |             |
| 2002 | Narc                           | Biker             |             |
| 2003 | Wrong Turn                     | Dientes De Sierra |             |
| 2006 | Jeff Ltd.                      | Henchman          | 1 episodio  |
| 2008 | The Love Guru                  | Biker             |             |